# Drottning Mary av Danmark
Drottning Mary av Danmark, grevinna av Monpezat, ursprungligen Mary Elizabeth Donaldson, född 5 februari 1972 i Hobart på Tasmanien i Australien, är drottning av Danmark sedan 14 januari 2024. Hon är gift med kung Frederik X.

## Bakgrund
Mary är dotter till professor John Dalgleish Donaldson (född 1941) och förvaltningschefen Henrietta Clark (1942–1997), båda från Skottland. Hon studerade juridik och handel vid University of Tasmania och har en examen, Bachelor of Commerce and Law (BCom.LLB). Mary arbetade med marknadsföring och reklam för DDB Needham, Young & Rubicam, Microsoft Business Solutions och andra företag.

## Äktenskap och barn
Mary träffade sin blivande make dåvarande kronprins Frederik av Danmark under olympiska sommarspelen 2000 i Sydney. Förlovningen eklaterades den 8 oktober 2003, och den 14 maj följande år gifte sig paret i Köpenhamns domkyrka Vor Frue Kirke.
Kronprinsparet fick 15 oktober 2005 en son, Christian Valdemar Henri John. Han döptes den 21 januari 2006. Den 21 april 2007 fick kronprinsparet sitt andra barn, en dotter som har fått namnen Isabella Henrietta Ingrid Margrethe. Prinsessan Isabella döptes den 1 juli 2007. Den 8 januari 2011 fick paret tvillingar, sonen Vincent Frederik Minik Alexander och dottern Josephine Sophia Ivalo Mathilda, på Rigshospitalet i Köpenhamn. De döptes 14 april 2011.

### Brudens utstyrsel
Kronprinsessan Marys påkostade brudklänning bestod av 24 meter sidenduchesse samt sidenorganza. Till klänningens spetsapplikationer gick det åt 8 meter spets. Denna spets samt även slöjan, som är över 100 år gammal, tillverkades ursprungligen av nunnor på Irland för den svenska kronprinsessan Margaretas bröllop. Till släpet, 8 meter långt, behövdes 23 ½ meter sidenduchesse. För att forma och ge stadga åt brudklänningen använde man 31 meter tyll. Margareta var mormors mor till kronprinsessans Marys make kronprins Frederik. 
Brudbuketten bestod av vita rosor och australiensisk eukalyptus. Gömd i buketten fanns en röd ros, tillägnad kronprinsessans mor. Brudbuketten flögs dagen efter vigseln och lades på kronprinsessans mors grav. Vigselringarna är av grönländskt guld.

## Familj
Marys far är omgift med författaren Susan Moody (född Horwood 1940). Mary har tre syskon: Jane Alison Stephens (född 1965), Patricia Anne Bailey (född 1968) och John Stuart Donaldson (född 1970).

## Ordnar och dekorationer

### Danska ordnar och dekorationer
- Riddare av Elefantorden, 9 maj 2004

### Utländska ordnar och dekorationer
- Riddare av Serafimerorden, 6 maj 2024[8]
- Kommendör med stora korset av Nordstjärneorden

## Bilder

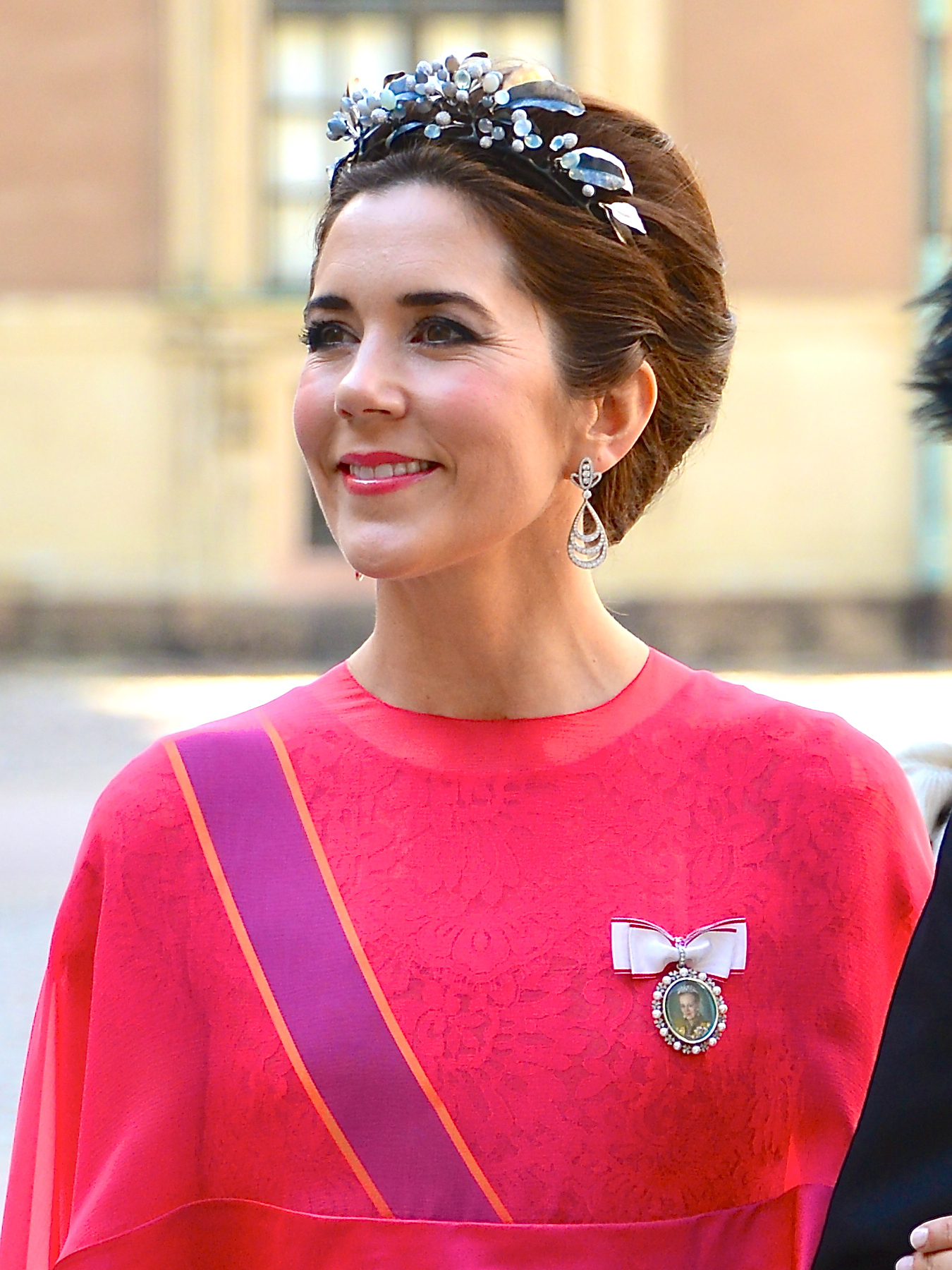
Kronprinsessan Mary vid det svenska prinsessbröllopet 2013.
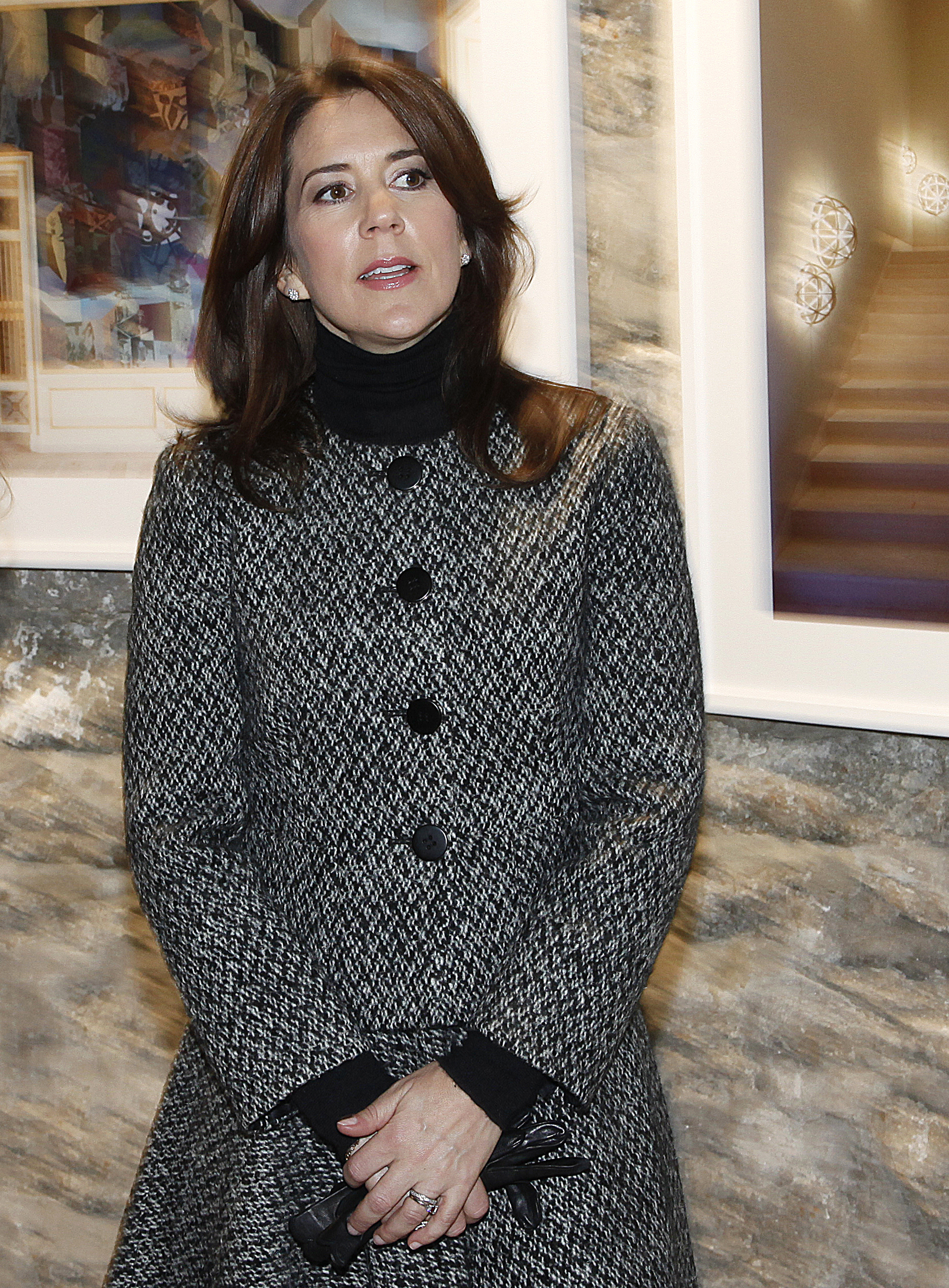
Mary i Kiek in de Kök, Tallinn i april 2014.
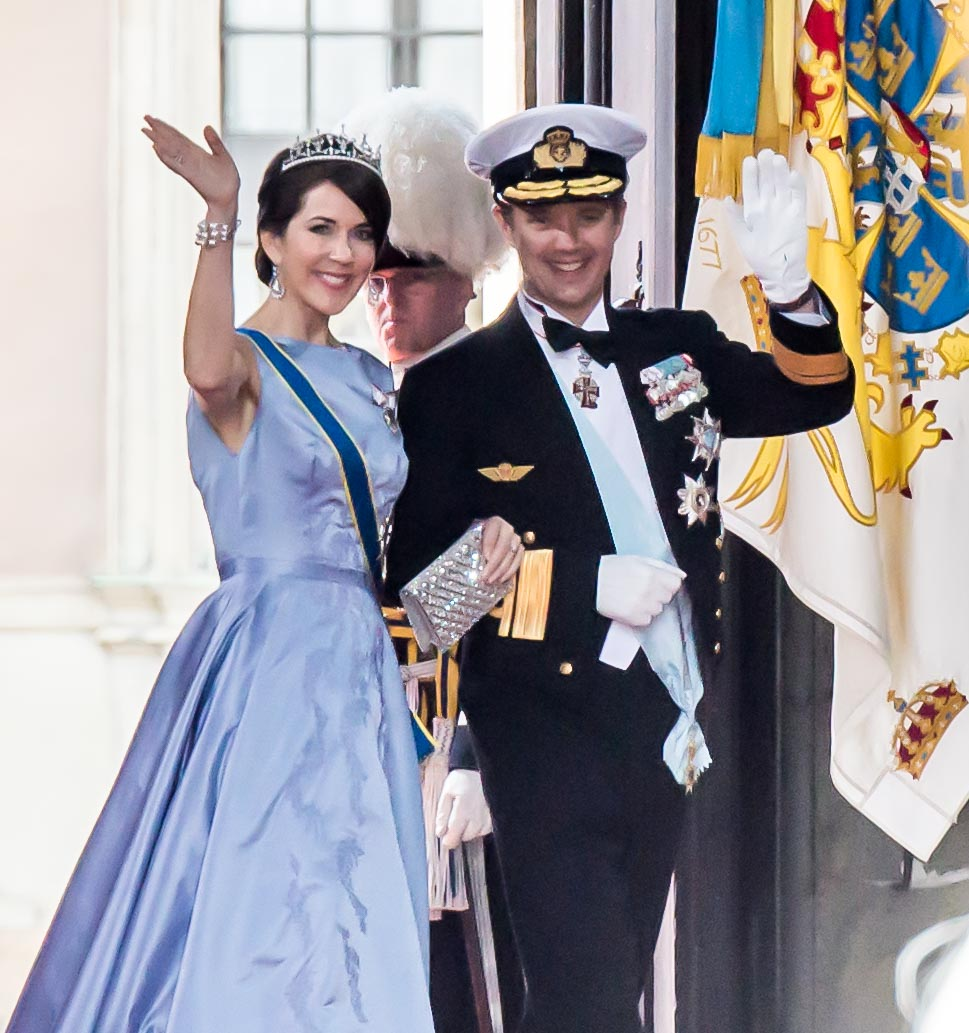
Mary och Frederik 2015.
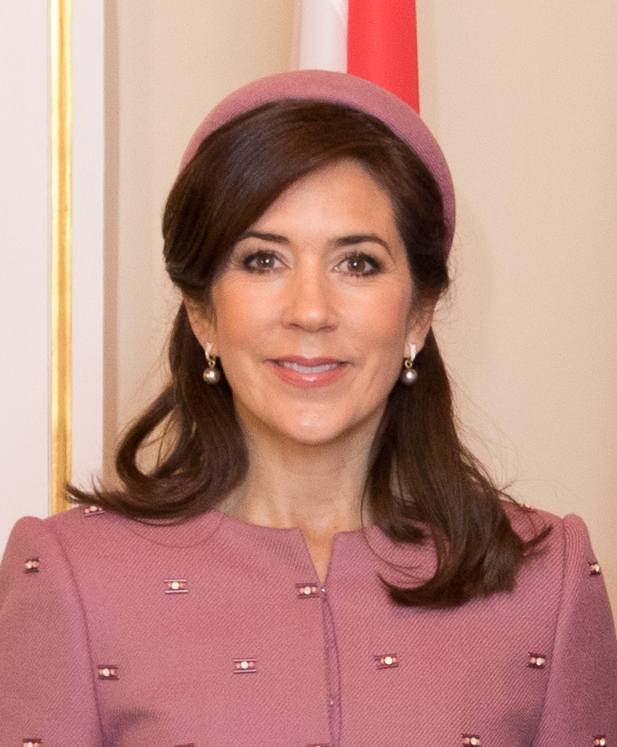
Mary i december 2018.
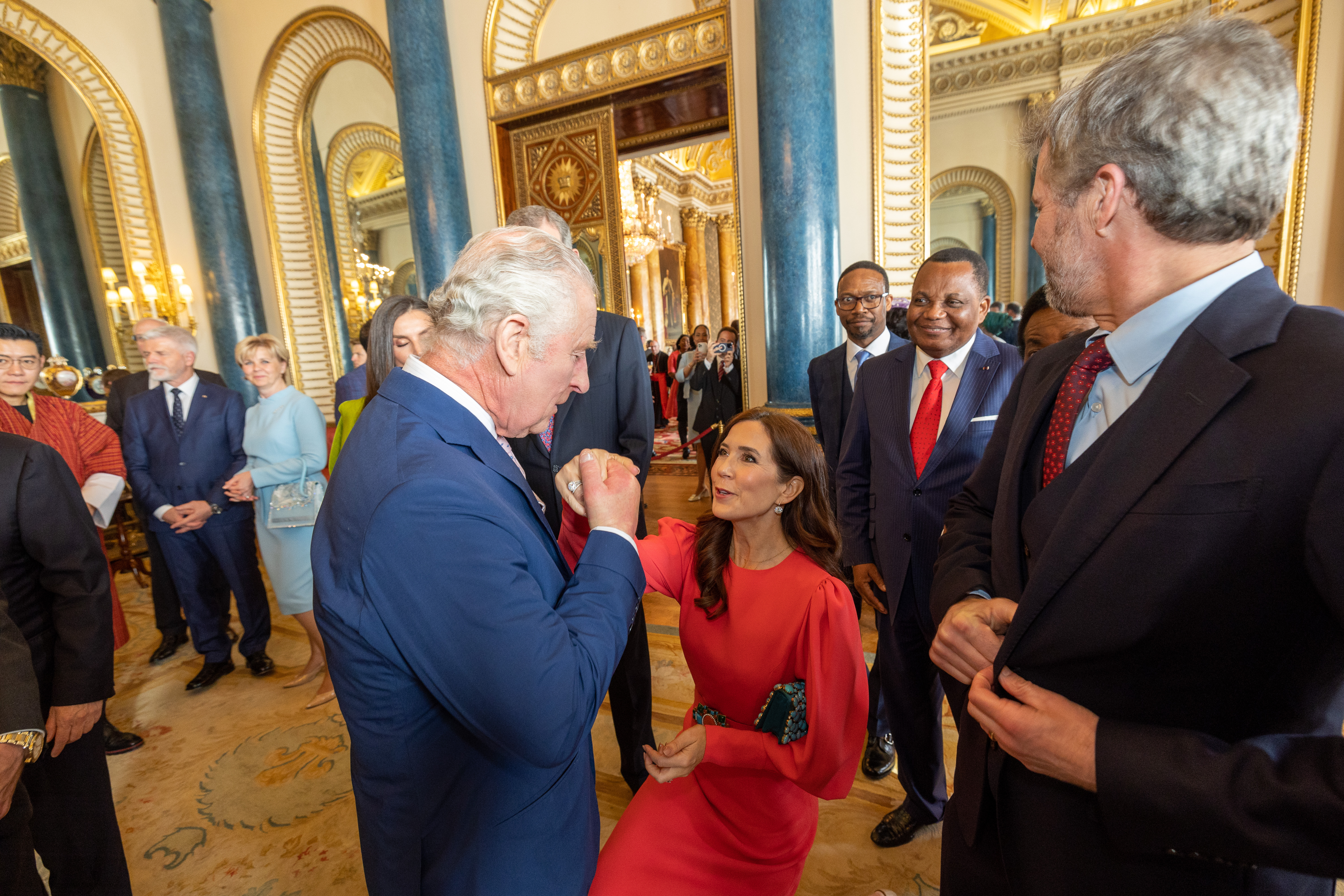
Mary niger för kung Charles III i maj 2023.
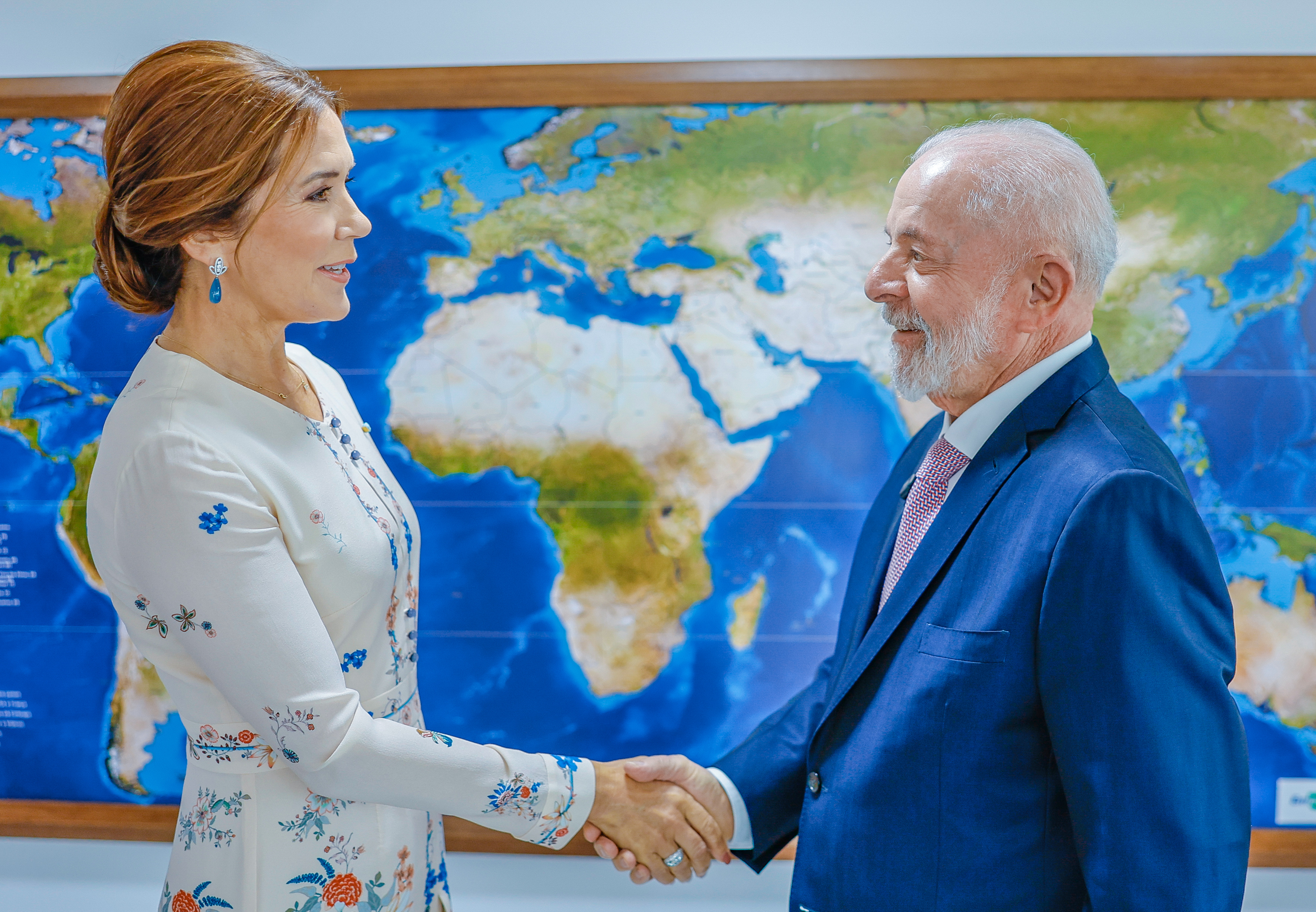
Drottning Mary med Brasiliens president Luiz Inácio Lula da Silva i oktober 2024.